# 암루타 칸빌카르
암루타 칸빌카르(힌디어: अमृता खानविलकर, 1984년 11월 23일 ~ )는 인도의 배우이다.